# Lipstick (chanson de Charlie Puth)
 (mars 2025).
Si vous disposez d'ouvrages ou d'articles de référence ou si vous connaissez des sites web de qualité traitant du thème abordé ici, merci de compléter l'article en donnant les références utiles à sa vérifiabilité et en les liant à la section « Notes et références ».
 (octobre 2023).
La mise en forme du texte ne suit pas les recommandations de Wikipédia : il faut le « wikifier ».
Les points d'amélioration suivants sont les cas les plus fréquents. Le détail des points à revoir est peut-être précisé sur la page de discussion.
- Les titres sont pré-formatés par le logiciel. Ils ne sont ni en capitales, ni en gras.
- Le texte ne doit pas être écrit en capitales (les noms de famille non plus), ni en gras, ni en italique, ni en « petit »…
- Le gras n'est utilisé que pour surligner le titre de l'article dans l'introduction, une seule fois.
- L'italique est rarement utilisé : mots en langue étrangère, titres d'œuvres, noms de bateaux, etc.
- Les citations ne sont pas en italique mais en corps de texte normal. Elles sont entourées par des guillemets français : « et ».
- Les listes à puces sont à éviter, des paragraphes rédigés étant largement préférés. Les tableaux sont à réserver à la présentation de données structurées (résultats, etc.).
- Les appels de note de bas de page (petits chiffres en exposant, introduits par l'outil «  Source ») sont à placer entre la fin de phrase et le point final[comme ça].
- Les liens internes (vers d'autres articles de Wikipédia) sont à choisir avec parcimonie. Créez des liens vers des articles approfondissant le sujet. Les termes génériques sans rapport avec le sujet sont à éviter, ainsi que les répétitions de liens vers un même terme.
- Les liens externes sont à placer uniquement dans une section « Liens externes », à la fin de l'article. Ces liens sont à choisir avec parcimonie suivant les règles définies. Si un lien sert de source à l'article, son insertion dans le texte est à faire par les notes de bas de page.
- La présentation des références doit suivre les conventions bibliographiques. Il est recommandé d'utiliser les modèles {{Ouvrage}}, {{Chapitre}}, {{Article}}, {{Lien web}} et/ou {{Bibliographie}}. Le mode d'édition visuel peut mettre en forme automatiquement les références.
- Insérer une infobox (cadre d'informations à droite) n'est pas obligatoire pour parachever la mise en page.

Pour une aide détaillée, merci de consulter Aide:Wikification.
Si vous pensez que ces points ont été résolus, vous pouvez retirer ce bandeau et améliorer la mise en forme d'un autre article.
Pour les articles homonymes, voir Lipstick.
Lipstick est une chanson du chanteur et compositeur américain Charlie Puth extrait de son quatrième album studio à venir. Puth l'a écrit avec l'auteur-compositeur Jacob Kasher Hindlin et ses producteurs, Happy Perez et Pop Wansel. Atlantic Records l'a sorti en tant que premier single de l'album le 18 août 2023.

## Contexte
Charlie Puth a écrit la chanson Lipstick avec Jacob Kasher Hindlin, Nathan Perez, et Andrew Wansel. Atlantic Records a sorti la chanson en tant que premier single de son quatrième album studio à venir le 18 août 2023. Le même jour, Puth l'a expliqué via les réseaux sociaux: 
« En ce qui concerne la chanson que je met ce soir, c'est le commencement de mon nouvel album. C'est aussi l'une de mes chansons préférées que j'ai fait. Je pense que c'est sacrément presque parfait... »

## Composition et paroles
Lipstick dure trois minutes et 28 secondes. Puth a produit, conçu et programmé la chanson avec Happy Perez et Pop Wansel et l'a mixée avec Chris Galland et Manny Marroquin.
Dans Lipstick, Puth demande à quelqu'un de placer son rouge à lèvres sur son corps et son cou. Selon Lars Brandle, la chanson a un groove old school, sur lequel il chante: Come and put your lipstick on my neck and my body/Just to show these bitches that you're mine/ Lipstick on my collar show 'em you ain't no hobby/ You're the one who gets it all the time. Dans son premier couplet, Puth annonce son intention de s'engager dans la relation, de rencontrer les parents de son partenaire et d'annoncer leur union sur Instagram.

## Réception
Rebekah Gonzalez a décrit le clip comme « sensuel », et Rolling Stone Emily Zemler l'a appelé « un clip intime qui zoome sur Puth alors qu'il enlève sa chemise et souffle de la fumée de sa bouche » et la chanson « sensuelle. » Alex Gonzalez de Uproxx a écrit: "Sur un rythme doux et groovy produit aux côtés de Pop Wansel et Happy Perez, Puth célèbre un amour chaleureux et spécial, rappelant aux auditeurs à qui il appartient : « Baby, I think it's time we post a picture / Tell your momma and your sister you got a man. »

## Crédits et personnel
Les crédits sont adaptés de Qobuz.
- Charlie Puth - producteur, auteur-compositeur, programmation, ingénierie, claviers, mixage
- Happy Perez - producteur, auteur-compositeur, programmation, ingénierie, guitare
- Pop Wansel - producteur, auteur-compositeur, programmation, ingénierie, claviers
- Jacob Kasher Hindlin - auteur-compositeur
- Zach Pereyra – maîtrise
- Chris Galland - mélange
- Manny Marroquin - mélange